# Martina Chapanay
Martina Chapanay (1799-c. 1887) fue una guerrillera que actuó en las guerras civiles argentinas del siglo XIX. Era hija de un cacique huarpe y nació en la Intendencia de Córdoba del Tucumán (Virreinato del Río de la Plata), alrededor del año 1800 (9 de marzo de 1799, según registros), en las Lagunas de Guanacache, ubicadas entre las provincias de San Juan y Mendoza. Murió alrededor del año 1887. El nombre "Chapanay", proviene del idioma huarpe milcayac: Chapac nay, que significa "zona de pantanos".
Entre otras hazañas, se distinguió por haber vengado la muerte del caudillo riojano Ángel “El Chacho” Peñaloza. La tumba de Martina Chapanay es centro de una devoción popular porque compartía el fruto de sus robos con los más humildes, y continúa reuniendo a cientos de devotos en el pueblo sanjuanino de Mogna.

## Biografía
La zona donde nació Chapanay es ahora un desierto, pero en el siglo XIX las aguas de los ríos San Juan y Mendoza creaban las llamadas Lagunas de Guanacache. La utilización del agua para riego aguas arriba de éstas provocó el desecamiento de las lagunas, y actualmente los huarpes obtienen el agua de pozos muy profundos, ya que los superficiales están contaminados con agua salada. La supervivencia de éstos se basa principalmente en la cría de cabras, la utilización de los frutos del algarrobo, un árbol típico de la zona, y la venta de artesanías en el Mercado Artesanal, que se encuentra al lado de la oficina de turismo de la ciudad de Mendoza.
Su padre fue Ambrosio Chapanay,un cacique huarpe que se refugió en el actual Departamento Lavalle, y que murió sin otra descendencia aparte de Martina. Su madre fue Mercedes González, una mujer blanca oriunda de la ciudad de San Juan.
Otras fuentes afirman que su padre era un indígena chaqueño refugiado entre los huarpes y su madre era una sanjuanina llamada Teodora. Esta habría criado a su hija con dedicación, tal es así que la casa de Martina Chapanay se transformó en escuela para los niños del lugar.
Cuando era adolescente, Chapanay se destacaba por sus aptitudes de jinete y cuchillera, su habilidad para hacer galopar caballos en los arenales, pialar terneros, cazar animales y nadar con gran destreza. Era una mujer de contextura pequeña, pero fuerte y ágil. De bellos rasgos, su cabello era negro lacio y de tez morena. Al elegir la vida de montonera comenzó a utilizar la vestimenta de los gauchos: (chiripá, poncho, vincha y botas de potro), tal como se representaba en las estampas y tallados de madera.
Cuando murió su madre, su padre la entregó a Clara Sánchez, de la ciudad de San Juan, que la educó con rigor. En respuesta, la joven logró escapar, encerrando a toda la familia en la casa. 
A partir de ese momento, Chapanay vivió con los huarpes y se transformó en ladrona y asaltante de caminos, repartiendo lo que robaba entre los más pobres. También habría ofrecido sus servicios al general San Martín, quien la nombró chasqui del ejército.
Luego convivió con el bandido Cruz Cuero, jefe de una banda que asoló la región por años. Se dijo que incluso atacaron la Iglesia de la virgen de Loreto, en la provincia de Santiago del Estero. Esta relación con Cruz terminó en una tragedia, ya que Chapanay se enamoró de un joven extranjero que secuestraron; Cruz golpeó a Chapanay y mató al joven de un balazo, pero ella mató a Cruz con una lanza y quedó como jefa de la banda.
Alrededor de 1820, Martina Chapanay se unió con sus secuaces al caudillo Facundo Quiroga. Chapanay continuó luego luchando al lado de los caudillos y de Ángel "Chacho" Peñaloza, hasta que le ofrecieron el indulto y un cargo de sargento mayor en la policía de San Juan. En ese cuerpo militar se encontraba el comandante Pablo Irrazábal, el asesino de Peñaloza. Chapanay lo retó a duelo, pero este no tuvo lugar porque el oficial se descompuso por el miedo y pidió la baja.
Se cuenta que un antiguo oficial sanmartiniano, el cura Elacio Bustillos, cubrió la tumba de Martina Chapanay con una laja blanca, sin ninguna inscripción, ya que “todos saben quién está allí”.
El cantante León Gieco, con la colaboración del historiador y ensayista Hugo Chumbita, publicó en el 2001 el álbum Bandidos rurales, que contiene un tema del mismo nombre y donde menciona a Martina Chapanay.
El poeta y cantor mendocino Hilario Cuadros escribió una cueca llamada La Martina Chapanay.
La escritora Mabel Pagano escribió una novela basada en su vida, Martina Chapanay, montonera del Zonda.